# DRDO Ghatak
Ghatak (pronunciado: gʰɑːt̪ək, Literalmente "mortal" en hindi) es un vehículo aéreo de combate no tripulado (UCAV) autónomo y sigiloso, propulsado por un motor de reacción, desarrollado por el Establecimiento de Desarrollo Aeronáutico (ADE) de la Organización de Investigación y Desarrollo de Defensa (DRDO) para la Fuerza Aérea de la India. El trabajo de diseño del UCAV será realizado por la Agencia de Desarrollo Aeronáutico (ADA). Avión de investigación autónomo no tripulado (AURA) era un nombre provisional para el UCAV. Los detalles del proyecto están clasificados.
El UCAV Ghatak tendrá un compartimento interno de armas para transportar misiles, bombas y municiones guiadas con precisión. Su diseño se basará en el concepto de ala volante y estará propulsado por un motor turbofán.
El primer vuelo de un banco de pruebas reducido se llevó a cabo en julio de 2022, y se espera el de un prototipo a escala real en 2025.